# NGC 96
NGC 96 es una galaxia lenticular que se estima está a unos 290 millones de años luz de distancia en la constelación de Andrómeda. Fue descubierta por Guillaume Bigourdan en 1884 y su magnitud aparente es de 17.